# Regions Morgan Keegan Championships and the Cellular South Cup 2008 - Qualificazioni singolare femminile
Le qualificazioni del singolare femminile del Regions Morgan Keegan Championships and the Cellular South Cup 2008 sono state un torneo di tennis preliminare per accedere alla fase finale della manifestazione. I vincitori dell'ultimo turno sono entrati di diritto nel tabellone principale. In caso di ritiro di uno o più giocatori aventi diritto a questi sono subentrati i lucky loser, ossia i giocatori che hanno perso nell'ultimo turno ma che avevano una classifica più alta rispetto agli altri partecipanti che avevano comunque perso nel turno finale.
Le qualificazioni del torneo Regions Morgan Keegan Championships and the Cellular South Cup  2008 prevedevano 32 partecipanti di cui 4 sono entrati nel tabellone principale.

## Teste di serie
1. Sandra Klösel (secondo turno)
2. Petra Kvitová (Qualificata)
3. Marina Eraković (Qualificata)
4. Sabine Lisicki (Qualificata)

1. Varvara Lepchenko (secondo turno)
2. Alina Židkova (ultimo turno)
3. Hana Šromová (secondo turno)
4. Yulia Fedossova (primo turno)

## Qualificati
1. Brenda Schultz-McCarthy
2. Petra Kvitová

1. Marina Eraković
2. Sabine Lisicki

## Tabellone

### Legenda
| - Q = Qualificato - WC = Wild card - LL = Lucky loser | - ALT = Alternate - SE = Special Exempt - PR = Protected Ranking | - w/o = Walkover - r = Ritirato - d = Squalificato |

### Sezione 1
|  | Primo turno             | Primo turno             | Primo turno             | Primo turno | Primo turno |  |  | Secondo turno | Secondo turno           | Secondo turno           | Secondo turno  | Secondo turno  |   |   | Ultimo turno            | Ultimo turno            | Ultimo turno            | Ultimo turno | Ultimo turno |  |
|  |                         |                         |                         |             |             |  |  |               |                         |                         |                |                |   |   |                         |                         |                         |              |              |  |
|  | 1                       | Sandra Klösel           | 6                       | 5           | 6           |  |  |               |                         |                         |                |                |   |   |                         |                         |                         |              |              |  |
|  |                         | Lauren Albanese         | 1                       | 7           | 3           |  |  | 1             | Sandra Klösel           | Sandra Klösel           | 4              | 5              |   |   |                         |                         |                         |              |              |  |
|  | Brenda Schultz-McCarthy | Brenda Schultz-McCarthy | Brenda Schultz-McCarthy | 6           | 7           |  |  |               | Brenda Schultz-McCarthy | Brenda Schultz-McCarthy | 6              | 7              |   |   |                         |                         |                         |              |              |  |
|  | Audra Cohen             | Audra Cohen             | Audra Cohen             | 4           | 5           |  |  |               |                         |                         |                |                |   |   | Brenda Schultz-McCarthy | Brenda Schultz-McCarthy | Brenda Schultz-McCarthy | 6            | 6            |  |
|  | Tanja Ostertag          | Tanja Ostertag          | Tanja Ostertag          | 6           | 6           |  |  |               |                         | Tanja Ostertag          | Tanja Ostertag | Tanja Ostertag | 2 | 2 |                         |                         |                         |              |              |  |
|  | Courtney Clayton        | Courtney Clayton        | Courtney Clayton        | 1           | 1           |  |  |               | Tanja Ostertag          | 6                       | 4              | 6              |   |   |                         |                         |                         |              |              |  |
|  | 7                       | Hana Šromová            | Hana Šromová            | 7           | 6           |  |  | 7             | Hana Šromová            | 3                       | 6              | 2              |   |   |                         |                         |                         |              |              |  |
|  |                         | Sesil Karatančeva       | Sesil Karatančeva       | 62          | 4           |  |  |               |                         |                         |                |                |   |   |                         |                         |                         |              |              |  |

### Sezione 2
|  | Primo turno           | Primo turno           | Primo turno           | Primo turno | Primo turno |  |  | Secondo turno | Secondo turno      | Secondo turno      | Secondo turno      | Secondo turno      |   |   | Ultimo turno | Ultimo turno  | Ultimo turno  | Ultimo turno | Ultimo turno |  |
|  |                       |                       |                       |             |             |  |  |               |                    |                    |                    |                    |   |   |              |               |               |              |              |  |
|  | 2                     | Petra Kvitová         | Petra Kvitová         | 6           | 6           |  |  |               |                    |                    |                    |                    |   |   |              |               |               |              |              |  |
|  |                       | Līga Dekmeijere       | Līga Dekmeijere       | 0           | 2           |  |  | 2             | Petra Kvitová      | Petra Kvitová      | 6                  | 6                  |   |   |              |               |               |              |              |  |
|  | Martina Suchá         | Martina Suchá         | Martina Suchá         | 6           | 6           |  |  |               | Martina Suchá      | Martina Suchá      | 4                  | 3                  |   |   |              |               |               |              |              |  |
|  | Ashley Murdock        | Ashley Murdock        | Ashley Murdock        | 3           | 4           |  |  |               |                    |                    |                    |                    |   |   | 2            | Petra Kvitová | Petra Kvitová | 6            | 6            |  |
|  | Chanelle Scheepers    | Chanelle Scheepers    | Chanelle Scheepers    | 7           | 6           |  |  |               |                    |                    | Chanelle Scheepers | Chanelle Scheepers | 1 | 3 |              |               |               |              |              |  |
|  | Anastasija Pivovarova | Anastasija Pivovarova | Anastasija Pivovarova | 5           | 3           |  |  |               | Chanelle Scheepers | Chanelle Scheepers | 6                  | 6                  |   |   |              |               |               |              |              |  |
|  | 5                     | Varvara Lepchenko     | Varvara Lepchenko     | 6           | 6           |  |  | 5             | Varvara Lepchenko  | Varvara Lepchenko  | 4                  | 4                  |   |   |              |               |               |              |              |  |
|  |                       | Mami Inoue            | Mami Inoue            | 0           | 0           |  |  |               |                    |                    |                    |                    |   |   |              |               |               |              |              |  |

### Sezione 3
|  | Primo turno           | Primo turno           | Primo turno        | Primo turno | Primo turno |  |  | Secondo turno | Secondo turno    | Secondo turno    | Secondo turno | Secondo turno |   |   | Ultimo turno | Ultimo turno    | Ultimo turno    | Ultimo turno | Ultimo turno |  |
|  |                       |                       |                    |             |             |  |  |               |                  |                  |               |               |   |   |              |                 |                 |              |              |  |
|  | 3                     | Marina Eraković       | Marina Eraković    | 6           | 6           |  |  |               |                  |                  |               |               |   |   |              |                 |                 |              |              |  |
|  |                       | Marija Kondrat'eva    | Marija Kondrat'eva | 2           | 1           |  |  | 3             | Marina Eraković  | Marina Eraković  | 6             | 6             |   |   |              |                 |                 |              |              |  |
|  | Carly Gullickson      | Carly Gullickson      | 1                  | 6           | 6           |  |  |               | Carly Gullickson | Carly Gullickson | 1             | 1             |   |   |              |                 |                 |              |              |  |
|  | Kelly Liggan          | Kelly Liggan          | 6                  | 1           | 0           |  |  |               |                  |                  |               |               |   |   | 3            | Marina Eraković | Marina Eraković | 6            | 6            |  |
|  | Theresa Logar         | Theresa Logar         | 6                  | 2           | 6           |  |  |               |                  |                  | Theresa Logar | Theresa Logar | 3 | 1 |              |                 |                 |              |              |  |
|  | Ekaterina Afinogenova | Ekaterina Afinogenova | 2                  | 6           | 2           |  |  | Theresa Logar | Theresa Logar    | 6                | 4             | 6             |   |   |              |                 |                 |              |              |  |
|  |                       | İpek Şenoğlu          | İpek Şenoğlu       | 7           | 6           |  |  | İpek Şenoğlu  | İpek Şenoğlu     | 2                | 6             | 0             |   |   |              |                 |                 |              |              |  |
|  | 8                     | Yulia Fedossova       | Yulia Fedossova    | 68          | 4           |  |  |               |                  |                  |               |               |   |   |              |                 |                 |              |              |  |

### Sezione 4
|  | Primo turno          | Primo turno          | Primo turno    | Primo turno | Primo turno |  |  | Secondo turno | Secondo turno  | Secondo turno  | Secondo turno | Secondo turno |   |   | Ultimo turno | Ultimo turno   | Ultimo turno   | Ultimo turno | Ultimo turno |  |
|  |                      |                      |                |             |             |  |  |               |                |                |               |               |   |   |              |                |                |              |              |  |
|  | 4                    | Sabine Lisicki       | Sabine Lisicki | 6           | 6           |  |  |               |                |                |               |               |   |   |              |                |                |              |              |  |
|  |                      | Sophie Lefèvre       | Sophie Lefèvre | 0           | 3           |  |  | 4             | Sabine Lisicki | Sabine Lisicki | 6             | 6             |   |   |              |                |                |              |              |  |
|  | Angela Haynes        | Angela Haynes        | 3              | 6           | 7           |  |  |               | Angela Haynes  | Angela Haynes  | 3             | 4             |   |   |              |                |                |              |              |  |
|  | Stacia Fonseca       | Stacia Fonseca       | 6              | 3           | 5           |  |  |               |                |                |               |               |   |   | 4            | Sabine Lisicki | Sabine Lisicki | 6            | 6            |  |
|  | Alexa Glatch         | Alexa Glatch         | 6              | 4           | 6           |  |  |               |                | 6              | Alina Židkova | Alina Židkova | 4 | 4 |              |                |                |              |              |  |
|  | Svetlana Krivencheva | Svetlana Krivencheva | 0              | 6           | 2           |  |  |               | Alexa Glatch   | 6              | 3             | 5             |   |   |              |                |                |              |              |  |
|  | 6                    | Alina Židkova        | 68             | 7           | 7           |  |  | 6             | Alina Židkova  | 3              | 6             | 7             |   |   |              |                |                |              |              |  |
|  |                      | Alexandra Mueller    | 7              | 5           | 62          |  |  |               |                |                |               |               |   |   |              |                |                |              |              |  |